# Mas de Torre Mirona
El Mas de Torre Mirona és una masia, amb torre de defensa, es troba a tocar del camí que mena a la platja de Castell al terme municipal de Palamós (Baix Empordà) inclosa a l'Inventari del Patrimoni Arquitectònic de Catalunya. Sembla que el primer propietari fou el bisbat de Girona (S.XVI-XVII). Posteriorment l'adquirí per una família que l'ha conservat al llarg del temps fins a arribar a les tres últimes propietàries: Jacoba Maristany, Amparo de Ciurana i Maristany i Carme Adroher de Ciurana. La data més antiga que hi ha a les llindes és la d'una finestra de la façana principal amb l'any 1572. D'aquest mateix segle són la de la porta de l'escala (1576), d'una finestra de la façana i una porta del primer pis (1577). Segurament no es feren reformes importants fins a finals del segle xviii, ja que hi ha dues llindes amb data 1791.
La façana principal està orientada a ponent. Actualment està arrebossada i té dos contraforts. El portal d'entrada és adovellat i a la clau hi ha l'escut de la casa. A l'interior apareix l'estructura bàsica tradicional (tres crugies paral·leles), un xic encoberta pels múltiples cossos afegits. Es manté, però, la sala central amb una gran arcada de carreus escairats. La sala de la dreta, l'antic estable, està coberta d'embigat de fusta a dues vessants. El paviment de la planta baixa és fet de còdols i argamassa i el del primer pis de rajoles de terra cuita, tant un com l'altre són els originals.